# Мандрик Наталія Сергіївна
Ната́лія Сергі́ївна Ма́ндрик (* 1988) — українська фехтувальниця на візках.

## З життєпису
Народилася 1988 року. Представляє Харківську область.
Срібна призерка Чемпіонату Європи 2018 року. У вересні 2019 року виступала на чемпіонаті світу.
Брала участь у Літніх Паралімпійських іграх 2020 року, де виграла срібну медаль у командних змаганнях. Жіноча збірна України з фехтування на рапірах дійшла до фіналу змагань, де поступилася команді Китаю з рахунком 45:17. Для України це була перша в історії медаль у командній першості Паралімпіади. Склад команди — Євгенія Бреус, Наталія Мандрик і Олена Федота
В травні 2022 року у французькому місті Фрежус на міжнародному рейтинговому турнірі серед фехтувальників на візках здобула золоту нагороду.